# Polarkreis 18
Polarkreis 18 est un groupe allemand de pop fondé à Dresde (Allemagne) en 1998. Les débuts du groupe se font sous le nom de Jack of All Trades et devient en 2004 Polarkreis 18.

## Membres
Le groupe se compose de 6 membres:
- Felix Räuber: chanteur, guitariste et pianiste
- Philipp Makolies: guitariste et pianiste
- Christian Grochau: batteur
- Uwe Pasora: bassiste
- Silvester Wenzel: pianiste, electro et backing vocals
- Ludwig Bauer: pianiste, guitariste et trompettiste

Les quatre premiers de ces musiciens participeront aussi au groupe Woods of Birnam.

## Discographie

### Albums
| Année | Titre                           | Classements | Classements | Classements | Classements | Classements |
| Année | Titre                           | DE          | AT          | CH          | BE          | NL          |
| ----- | ------------------------------- | ----------- | ----------- | ----------- | ----------- | ----------- |
| 2002  | Teaser (als Jack of All Trades) | –           | –           | –           | –           | –           |
| 2005  | Look                            | –           | –           | –           | –           | –           |
| 2007  | Polarkreis 18                   | 96          | –           | –           | –           | –           |
| 2008  | The Colour of Snow              | 14          | –           | 62          | –           | –           |
| 2010  | Frei                            | 73          | –           | –           | –           | –           |

### Singles
| Année | Titre                           | Classements | Classements | Classements | Classements | Classements | Classements | Classements | Album              |
| Année | Titre                           | DE          | DK          | AT          | CH          | BE-Nl       | BE-Fr       | NL          | Album              |
| ----- | ------------------------------- | ----------- | ----------- | ----------- | ----------- | ----------- | ----------- | ----------- | ------------------ |
| 2008  | Allein Allein (Remix de Nephew) | 1           | 1           | 2           | 7           | 5           | 28          | 61          | The Colour of Snow |
| 2009  | The Colour of Snow              | 5           | –           | 38          | –           | –           | –           | –           | The Colour of Snow |
| 2010  | Unendliche Sinfonie             | 32          | –           | –           | –           | –           | –           | –           | Frei               |